# Corral de comedias

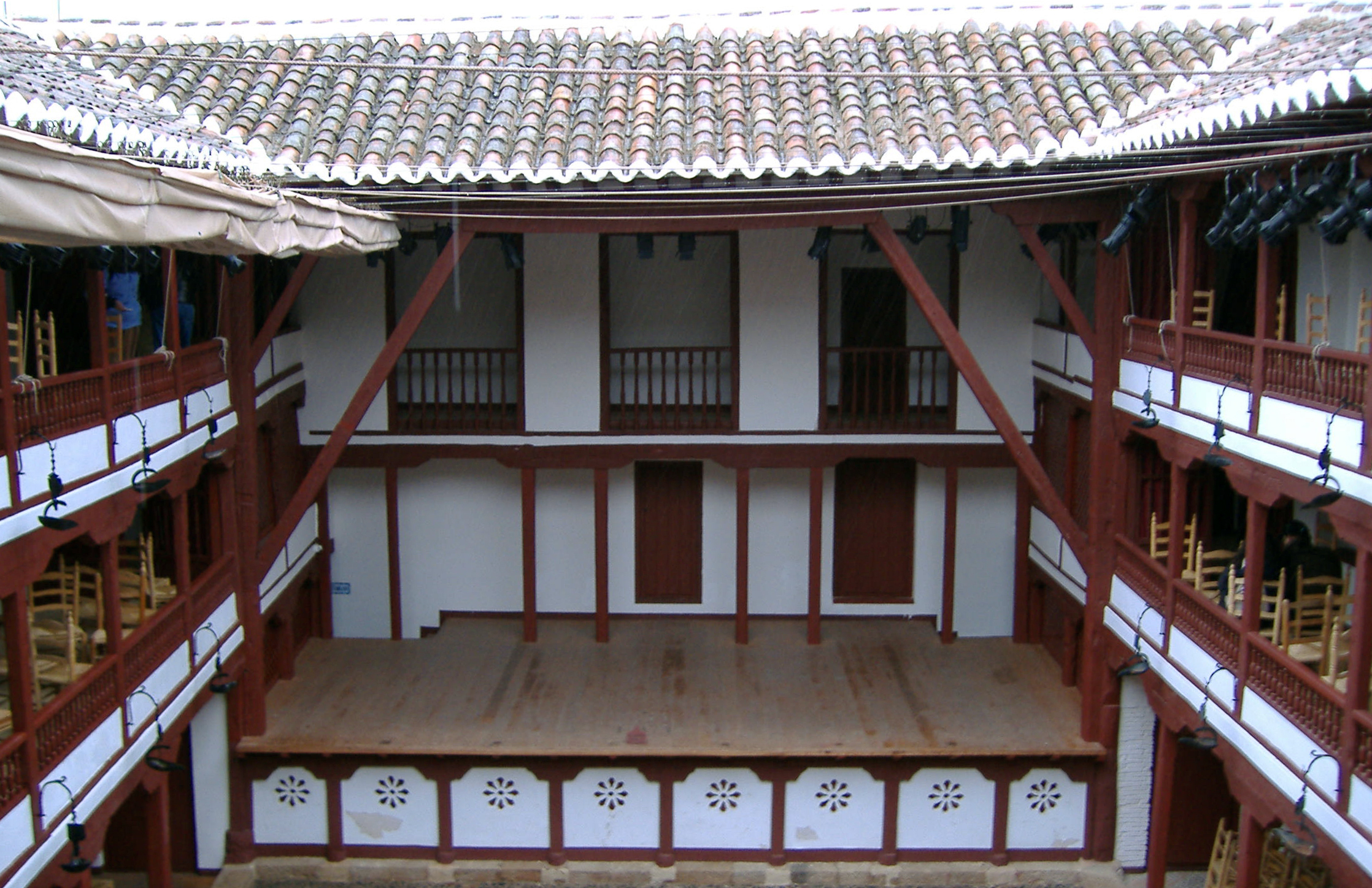
Corral de comedias de Almagro, el único que se conserva en España tal como era en el.

El corral de comedias, en los siglos XVI y XVII, fue un modelo de teatro público permanente instalado al descubierto en los patios y corrales interiores que separaban los edificios de vecinos en las principales ciudades españolas y luego de la América hispana. Fueron el marco de la dramaturgia del Siglo de Oro, con autores como Lope de Vega, Tirso de Molina y Pedro Calderón de la Barca, y en sus instalaciones disfrutó el pueblo, junto a reyes, nobles y prelados.
Su denominación se debe al espacio urbano que ocuparon y a que todas las obras teatrales profanas eran llamadas «comedias», aunque abarcasen los tres géneros: la tragedia, el drama, y la comedia propiamente dicha.

## Historia
Antes de la década de 1560 no existía en España el concepto de edificio dedicado a la representación de teatro. Las representaciones se daban, además de en palacio, en las iglesias y en las plazas y calles de las ciudades, en salones o patios de casas particulares, de algunas posadas, patios de hospitales (Zaragoza, Barcelona o Segovia) y en algunos almacenes (Toledo).

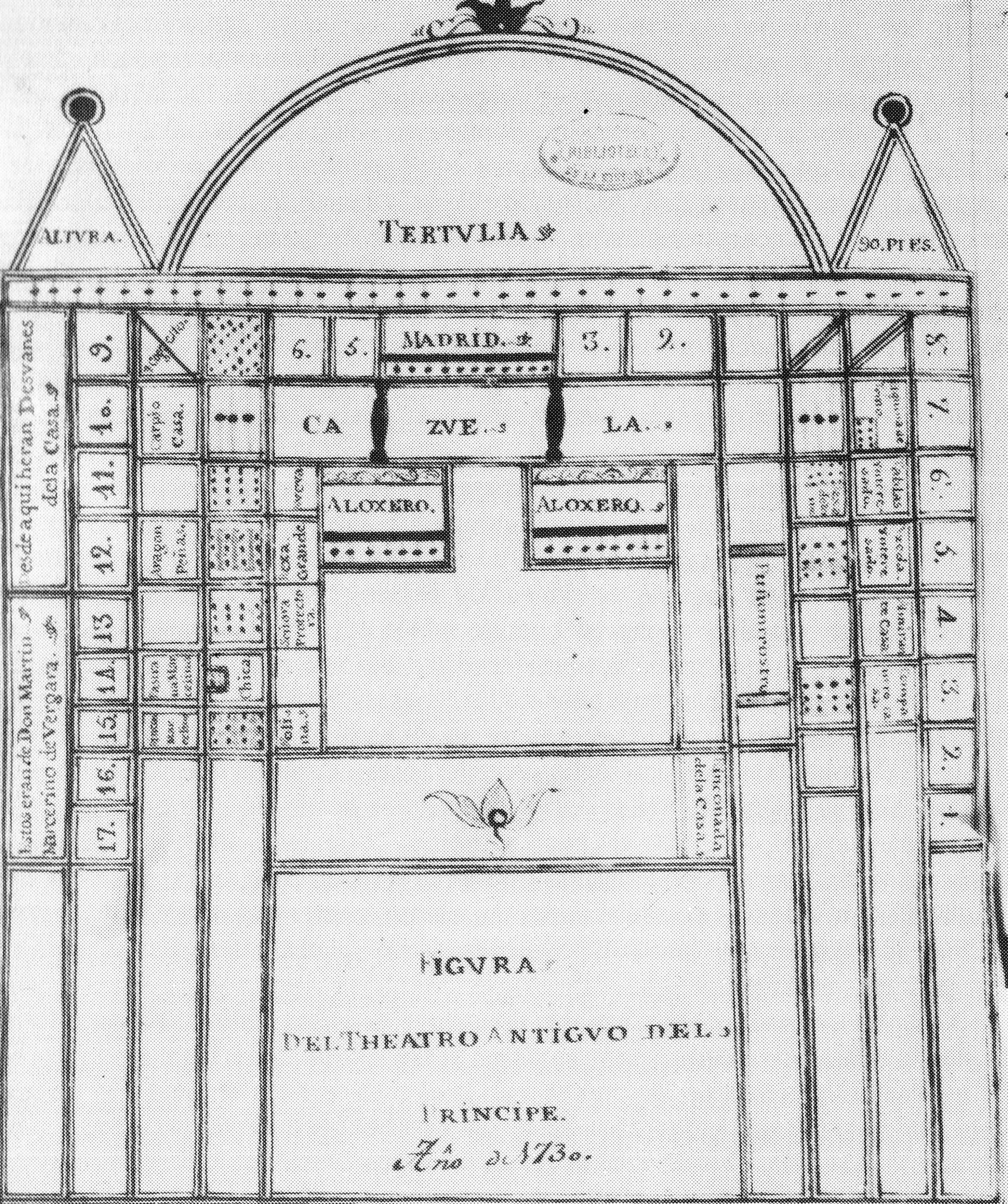
Corral del Príncipe en 1730. Dibujo esquemático de José Antonio de Armona.

El espacio de un corral de comedias puede describirse —muy esquemáticamente— así: un tablado para albergar el escenario dispuesto en el fondo del patio, a cuyos lados se instalaban gradas y galerías, con aposentos reservados para monarcas, familias de la nobleza y otros personajes. Frente al escenario, separado por el patio de piedra del corral, se levantaba la estructura de un modesto hemiciclo con dos niveles; en el superior, denominado la tertulia, solía instalarse el clero, además del "aposento de Madrid", espacio de los corregidores o alcaldes, flanqueado por los aposentos de la galería alta reservados a personajes notables de la ciudad o del Consejo de Castilla. Debajo de la curia municipal, se hallaba la "cazuela" de mujeres y bajo ella, los dos palcos alojeros, instalados en la galería baja, en la zona inmediata al zaguán de entrada al corral, en el porche situado al fondo del patio. Los hombres veían el espectáculo de pie, en el patio y a cielo abierto; al final del cual se reunían los temidos "mosqueteros".
En ocasiones los balcones y las ventanas (ya existentes o abiertos en los muros) de las casas contiguas servían de aposentos reservados para las personas nobles, fueran hombres o mujeres.
El escenario y las gradas laterales podían estar semiprotegidas por un tejadillo voladizo. Una de las primeras mejoras fue la instalación de un toldo que protegía del sol al público del patio y evitaba que hubiese zonas iluminadas y otras en penumbra, tanto en el tablado como en el patio. Existen algunas concomitancias con el modelo del teatro isabelino en Inglaterra.

### Corrales de comedias en España
El número de corrales de comedias en España aumentó a partir de 1601 como respuesta al entusiasmo del público y el apoyo de Felipe III y Felipe IV.
Una de las instalaciones más antiguas conservadas (de modo parcial) es el Corral de Comedias de Alcalá, y el único completo es el de Almagro, donde anualmente se celebra el Festival Internacional de Teatro Clásico de Almagro.

También ha quedado noticia de corrales, patios y salas de saraos en otras ciudades de España, con instalaciones nuevas como la del Corral de comedias de la Olivera en Valencia, o locales concretos como el de la Fruta en Toledo y el del Carbón en Granada, y los patios de comedias de Valladolid. En ese mismo entorno leonés, se documentan los corrales de Zamora (levantado en 1606 sobre el convento de Santa Paula), el muy antiguo instalado en las Casas del Tratado de Tordesillas, y uno en Burgos, documentado por Ignacio Miguel Gallo. A esta lista, aunque fuera del territorio la peninsular, podrían añadirse los corrales abiertos en el Nuevo Mundo.

#### En Madrid
En el último cuarto del siglo XVI había seis corrales abiertos en la capital española, los más reconocidos: el de la Pacheca, el de la Cruz y el del Príncipe. Todos dependientes de dos cofradías, la de la Pasión y la de la Soledad, instituciones de beneficencia pública que obtenían sus fondos de las representaciones teatrales en los corrales.
El coliseo de los Caños del Peral, ordenado construir por el primer borbón, Felipe V, fue el último corral y sirvió de albergue a las compañías italianas en los primeros años del siglo XVIII, hasta la construcción en 1713 del primero de los teatros levantados en la plaza de Oriente (sustituido en 1737 por otro mayor que se mantuvo en pie hasta 1817). Así, a lo largo del siglo de las Luces, la transición de corral a teatro de estilo italiano alcanzó finalmente a todos los corrales madrileños que habían podido subsistir.

#### En Sevilla
La Sevilla de los siglos xvi y xvii conoció dos generaciones sucesivas de corrales de comedias. En el último tercio del siglo xvi se edificaron los 7 corrales que componen la primera de estas generaciones. Fueron los corrales de San Pablo (?-1576), de la huerta de las Atarazanas (1574-1585), de la Alcoba, reconstrucción del anterior en una nueva ubicación, (1585-1589), de San Vicente (1581-1597), de doña Elvira (¿1570?-1631) y el de San Vicente (1600-1609). La segunda generación de corrales sevillanos la componen el del Coliseo (1607-1679) y el de la Montería (1626-1679), edificado en la entrada de la Montería de los Real Alcázar de Sevilla.

#### En Valladolid
Valladolid, corte española con Felipe II en el siglo XVI, tuvo dos ‘patios de comedias’, el más  importante junto a la puerta de San Esteban, sobre el que luego se levantó el corral del patio del Hospicio de San José –explotado por la cofradía de San José y Niños Expósitos–, entre la calle San Lorenzo y la ‘plazuela del teatro’, actual plaza de Martí y Monsó, donde ya en el siglo XVIII, se levantó el Teatro de la Comedia (luego Gran Teatro y después cine Coca). Otro primitivo recinto de representación fue la Sala de Saraos, construida en 1605 en el palacio de Valladolid.

### Corrales en América
México y Perú fueron las posesiones americanas donde más se desarrolló el modelo del corral de comedias. Uno de los ejemplos mejor conservados en el territorio mexicano es el Teatro Gregorio de Gante, en el edificio de Tecali de Herrera, en el estado de Puebla, construido en torno a 1540; y también funcionan instalaciones de este tipo en el casco antiguo de las ciudades de Querétaro y Morelia, asociadas a la influencia colonial española en México. Hay que anotar que muchos de estos locales, contemporáneos del Siglo de Oro español, cambiaron de denominación al poco de su instalación en tierra americana, pasando a llamarse coliseos.

## Reglamentos
El primer reglamento de orden público para los corrales lo dictó el Consejo Real de Castilla para los corrales de Barcelona, legislación que se extendió después al resto del Imperio. Entre sus normas se incluía la presencia de un alguacil, entre cuyas diversas funciones estaba vigilar que:
"...no haya ruidos, ni alborotos, ni escandalos [sic], y que los hombres y mujeres esten [sic] apartados, así en los asientos, como en las entradas y salidas, para que no hagan cosas deshonestas y para que no consientan entrar en los baños a persona alguna fuera de los actores."